# جزیره هنگ کنگ
جزیره هنگ کنگ (به لاتین: Hong Kong Island) یک جزیره در جمهوری خلق چین است که در هنگ کنگ واقع شده‌است.

## ویژگی‌ها
جزیره هنگ کنگ ۱٬۲۸۹٬۵۰۰ نفر جمعیت دارد و ۵۷۳٫۳۴ متر بالاتر از سطح دریا واقع شده‌است.